# 2009 KX36
2009 KX36 est un objet du disque des objets épars mal connu.

## Caractéristiques
2009 KX36 mesure probablement moins de 100 kilomètres de diamètre.